# Bredbladig nåldyna
Bredbladig nåldyna ( Leucospermum cordifolium) är en tvåhjärtbladig växtart som först beskrevs av Richard Anthony Salisbury och Joseph Knight, och fick sitt nu gällande namn av Henry Georges Fourcade. Bredbladig nåldyna ingår i släktet Leucospermum och familjen Proteaceae. Inga underarter finns listade i Catalogue of Life.